# Lliga de Campions de la UEFA 2005-06
La Lliga de Campions de la UEFA 2005–06 fou l'edició número cinquanta-u de la seva història i la 14a sota el nom de Lliga de Campions. El Liverpool FC defensava el títol aconseguit en l'edició anterior. La final del campionat va ser guanyada pel FC Barcelona, que va obtenir així el segon títol en la seva història. El Vila-real CF va debutar per primera vegada en la Lliga de Campions i va arribar fins a les semifinals on va caure 1-0 contra l'Arsenal FC, això si quedant primers de grup i guanyant a equips com el Glasgow Rangers (en vuitens) o l'Inter de Milà (en quarts).

## Fase de classificació

### Primera fase de classificació
| Equip 1             | Global | Equip 2                 | Anada | Tornada   |
| ------------------- | ------ | ----------------------- | ----- | --------- |
| FC Levadia Tallinn  | 1-2    | FC Dinamo Tbilisi       | 1-0   | 0-2       |
| FC Kairat Almaty    | 3-4    | FC Artmedia Bratislava  | 2-0   | 1-4 (pr.) |
| PFC Neftchi         | 4-1    | FH Hafnarfjarðar        | 2-0   | 2-1       |
| FK Rabotnicki       | 6-1    | Skonto FC               | 6-0   | 0-1       |
| FC Dinamo Minsk     | 1-2    | Anorthosis Famagusta FC | 1-1   | 0-1       |
| Sliema Wanderers FC | 1-6    | FC Sheriff Tiraspol     | 1-4   | 0-2       |
| Havnar Bóltfelag    | 2-8    | FBK Kaunas              | 2-4   | 0-4       |
| Liverpool FC        | 6-0    | Total Network Solutions | 3-0   | 3-0       |
| FC Haka             | 3-2    | FC Pyunik               | 1-0   | 2-2       |
| ND Gorica           | 2-3    | SK Tirana               | 2-0   | 0-3       |
| Glentoran FC        | 2-6    | Shelbourne FC           | 1-2   | 1-4       |
| F91 Dudelange       | 4-1    | NK Zrinjski Mostar      | 0-1   | 4-0 (pr.) |

(pr.) pròrroga

### Segona fase de classificació
| Equip 1                 | Global | Equip 2             | Anada | Tornada |
| ----------------------- | ------ | ------------------- | ----- | ------- |
| FBK Kaunas              | 1-5    | Liverpool FC        | 1-3   | 0-2     |
| FC Dinamo Tbilisi       | 1-5    | Brøndby IF          | 0-2   | 1-3     |
| RSC Anderlecht          | 5-1    | PFC Neftchi         | 5-0   | 0-1     |
| Vålerenga IF            | 5-1    | FC Haka             | 1-0   | 4-1     |
| FC Dinamo de Kíev       | 2-3    | FC Thun             | 2-2   | 0-1     |
| Anorthosis Famagusta FC | 3-2    | Trabzonspor         | 3-1   | 0-1     |
| FC Artmedia Bratislava  | 5-4    | Celtic FC           | 5-0   | 0-4     |
| SK Tirana               | 0-4    | PFC CSKA Sofia      | 0-2   | 0-2     |
| Malmö FF                | 5-4    | Maccabi Haifa FC    | 3-2   | 2-2     |
| Shelbourne FC           | 1-4    | Steaua Bucureşti    | 0-0   | 1-4     |
| FK Rabotnicki           | 1-3    | FC Lokomotiv Moscow | 1-1   | 0-2     |
| F91 Dudelange           | 3-9    | SK Rapid Wien       | 1-6   | 2-3     |
| FK Partizan             | 2-0    | FC Sheriff Tiraspol | 1-0   | 1-0     |
| Debreceni VSC           | 8-0    | Hajduk Split        | 3-0   | 5-0     |

### Tercera fase de classificació
| Equip 1                    | Global      | Equip 2                    | Anada | Tornada   |
| -------------------------- | ----------- | -------------------------- | ----- | --------- |
| Wisła Kraków               | 4-5         | Panathinaikos FC           | 3-1   | 1-4 (pr.) |
| Reial Betis                | 3-2         | AS Monaco FC               | 1-0   | 2-2       |
| Vålerenga IF               | 1-1 (3-4 p) | Club Brugge                | 1-0   | 0-1       |
| Manchester United FC       | 6-0         | Debreceni VSC              | 3-0   | 3-0       |
| Everton FC                 | 2-4         | Vila-real CF               | 1-2   | 1-2       |
| Anorthosis Famagusta FC    | 1-4         | Rangers FC                 | 1-2   | 0-2       |
| Steaua Bucureşti           | 3-4         | Rosenborg BK               | 1-1   | 2-3       |
| SK Rapid Wien              | 2-1         | FC Lokomotiv Moscow        | 1-1   | 1-0       |
| FC Artmedia Bratislava     | 0-0 (4-3 p) | FK Partizan                | 0-0   | 0-0       |
| PFC CSKA Sofia             | 2-3         | Liverpool FC               | 1-3   | 1-0       |
| Sporting Clube de Portugal | 2-4         | Udinese Calcio             | 0-1   | 2-3       |
| Malmö FF                   | 0-4         | FC Thun                    | 0-1   | 0-3       |
| FC Xakhtar Donetsk         | 1-3         | Internazionale Milano F.C. | 0-2   | 1-1       |
| FC Basel                   | 2-4         | Werder Bremen              | 2-1   | 0-3       |
| Brøndby IF                 | 3-5         | Ajax Amsterdam             | 2-2   | 1-3       |
| RSC Anderlecht             | 4-1         | SK Slavia Praha            | 2-1   | 2-0       |

(p) penals

(pr.) pròrroga

## Fase de grups
En aquesta fase hi participaren 32 equips repartits entre 8 grups.
- Els primers i segons de grup passen a la següent fase.
- Els tercers queden eliminats i entren a jugar la Copa de la UEFA.
- Els quarts queden eliminats.

### Grup A
| Equip              | Pts | PJ | PG | PE | PP | GF | GC | Dif |
| ------------------ | --- | -- | -- | -- | -- | -- | -- | --- |
| 1. Juventus FC     | 15  | 6  | 5  | 0  | 1  | 12 | 5  | +7  |
| 2. Bayern de Múnic | 13  | 6  | 4  | 1  | 1  | 10 | 4  | +6  |
| 3. Club Brugge KV  | 7   | 6  | 2  | 1  | 3  | 6  | 7  | -1  |
| 4. Rapid Viena     | 0   | 6  | 0  | 0  | 6  | 3  | 15 | -12 |

| 14 de setembre 2005 |     |             |                        |
| Club Brugge         | 1–2 | Juventus FC | Jan Breydelstadion     |
| Rapid Viena         | 0–1 | Bayern      | Ernst Happel Stadion   |
| 27 de setembre 2005 |     |             |                        |
| Bayern              | 1–0 | Club Brugge | Fussball Arena München |
| Juventus FC         | 3–0 | Rapid Viena | Stadio Delle Alpi      |
| 18 d'octubre 2005   |     |             |                        |
| Bayern              | 2–1 | Juventus FC | Fussball Arena München |
| Rapid Viena         | 0–1 | Club Brugge | Ernst Happel Stadion   |
| 2 de novembre 2005  |     |             |                        |
| Club Brugge         | 3–2 | Rapid Viena | Jan Breydelstadion     |
| Juventus FC         | 2–1 | Bayern      | Stadio Delle Alpi      |
| 22 de novembre 2005 |     |             |                        |
| Bayern              | 4–0 | Rapid Viena | Fussball Arena München |
| Juventus FC         | 1–0 | Club Brugge | Stadio Delle Alpi      |
| 7 de desembre 2005  |     |             |                        |
| Rapid Viena         | 1–3 | Juventus FC | Ernst Happel Stadion   |
| Club Brugge         | 1–1 | Bayern      | Jan Breydelstadion     |

### Grup B
| Equip              | Pts | PJ | PG | PE | PP | GF | GC | Dif |
| ------------------ | --- | -- | -- | -- | -- | -- | -- | --- |
| 1. Arsenal FC      | 16  | 6  | 5  | 1  | 0  | 10 | 2  | +8  |
| 2. Ajax Amsterdam  | 11  | 6  | 3  | 2  | 1  | 10 | 6  | +4  |
| 3. FC Thun         | 4   | 6  | 1  | 1  | 4  | 4  | 9  | -5  |
| 4. AC Sparta Praha | 2   | 6  | 0  | 2  | 4  | 2  | 9  | -7  |

| 14 de setembre 2005 |     |              |                           |
| Arsenal FC          | 2–1 | Thun         | Arsenal Stadium           |
| Sparta Praga        | 1–1 | AFC Ajax     | Toyota Arena              |
| 27 de setembre 2005 |     |              |                           |
| AFC Ajax            | 1–2 | Arsenal FC   | Amsterdam ArenA           |
| Thun                | 1–0 | Sparta Praga | Stade de Suisse, Wankdorf |
| 18 d'octubre 2005   |     |              |                           |
| AFC Ajax            | 2–0 | Thun         | Amsterdam ArenA           |
| Sparta Praga        | 0–2 | Arsenal FC   | Toyota Arena              |
| 2 de novembre 2005  |     |              |                           |
| Arsenal FC          | 3–0 | Sparta Praga | Arsenal Stadium           |
| Thun                | 2–4 | AFC Ajax     | Stade de Suisse, Wankdorf |
| 22 de novembre 2005 |     |              |                           |
| AFC Ajax            | 2–1 | Sparta Praga | Amsterdam ArenA           |
| Thun                | 0–1 | Arsenal FC   | Stade de Suisse, Wankdorf |
| 7 de desembre 2005  |     |              |                           |
| Arsenal FC          | 0–0 | AFC Ajax     | Arsenal Stadium           |
| Sparta Praga        | 0–0 | Thun         | Toyota Arena              |

### Grup C
| Equip               | Pts | PJ | PG | PE | PP | GF | GC | Dif |
| ------------------- | --- | -- | -- | -- | -- | -- | -- | --- |
| 1. FC Barcelona     | 16  | 6  | 5  | 1  | 0  | 16 | 2  | +14 |
| 2. Werder Bremen    | 7   | 6  | 2  | 1  | 3  | 12 | 12 | 0   |
| 3. Udinese Calcio   | 7   | 6  | 2  | 1  | 3  | 10 | 12 | -2  |
| 4. Panathinaikos FC | 4   | 6  | 1  | 1  | 4  | 4  | 16 | -12 |

| 14 de setembre 2005 |     |                  |               |
| Udinese             | 3–0 | Panathinaikos FC | Stadio Friuli |
| Werder Bremen       | 0–2 | FC Barcelona     | Weserstadion  |
| 27 de setembre 2005 |     |                  |               |
| FC Barcelona        | 4–1 | Udinese          | Camp Nou      |
| Panathinaikos FC    | 2–1 | Werder Bremen    | Spyros Louis  |
| 18 d'octubre 2005   |     |                  |               |
| Panathinaikos FC    | 0–0 | FC Barcelona     | Spyros Louis  |
| Udinese             | 1–1 | Werder Bremen    | Stadio Friuli |
| 2 de novembre 2005  |     |                  |               |
| FC Barcelona        | 5–0 | Panathinaikos FC | Camp Nou      |
| Werder Bremen       | 4–3 | Udinese          | Weserstadion  |
| 22 de novembre 2005 |     |                  |               |
| Panathinaikos FC    | 1–2 | Udinese          | Spyros Louis  |
| FC Barcelona        | 3–1 | Werder Bremen    | Camp Nou      |
| 7 de desembre 2005  |     |                  |               |
| Udinese             | 0–2 | FC Barcelona     | Stadio Friuli |
| Werder Bremen       | 5–1 | Panathinaikos FC | Weserstadion  |

### Grup D
| Equip                   | Pts | PJ | PG | PE | PP | GF | GC | Dif |
| ----------------------- | --- | -- | -- | -- | -- | -- | -- | --- |
| 1. Vila-real CF         | 10  | 6  | 2  | 4  | 0  | 3  | 1  | +2  |
| 2. SL Benfica           | 8   | 6  | 2  | 2  | 2  | 5  | 5  | 0   |
| 3. Lille OSC            | 6   | 6  | 1  | 3  | 2  | 1  | 2  | -1  |
| 4. Manchester United FC | 6   | 6  | 1  | 3  | 2  | 3  | 4  | -1  |

| 14 de setembre 2005  |     |                      |                    |
| Vila-real CF         | 0–0 | Manchester United FC | Estadi El Madrigal |
| SL Benfica           | 1–0 | Lille OSC            | Estádio da Luz     |
| 27 de setembre 2005  |     |                      |                    |
| Lille OSC            | 0–0 | Vila-real CF         | Stade de France    |
| Manchester United FC | 2–1 | SL Benfica           | Old Trafford       |
| 18 d'octubre 2005    |     |                      |                    |
| Manchester United FC | 0–0 | Lille OSC            | Old Trafford       |
| Vila-real CF         | 1–1 | SL Benfica           | Estadi El Madrigal |
| 2 de novembre 2005   |     |                      |                    |
| Lille OSC            | 1–0 | Manchester United FC | Stade de France    |
| SL Benfica           | 0–1 | Vila-real CF         | Estádio da Luz     |
| 22 de novembre 2005  |     |                      |                    |
| Manchester United FC | 0–0 | Vila-real CF         | Old Trafford       |
| Lille OSC            | 0–0 | SL Benfica           | Stade de France    |
| 7 de desembre 2005   |     |                      |                    |
| Vila-real CF         | 1–0 | Lille OSC            | Estadi El Madrigal |
| SL Benfica           | 2–1 | Manchester United FC | Estádio da Luz     |

### Grup E
| Equip            | Pts | PJ | PG | PE | PP | GF | GC | Dif |
| ---------------- | --- | -- | -- | -- | -- | -- | -- | --- |
| 1. AC Milan      | 11  | 6  | 3  | 2  | 1  | 12 | 6  | +6  |
| 2. PSV Eindhoven | 10  | 6  | 3  | 1  | 2  | 7  | 9  | -2  |
| 3. FC Schalke 04 | 8   | 6  | 2  | 2  | 2  | 12 | 9  | +3  |
| 4. Fenerbahçe SK | 4   | 6  | 1  | 1  | 4  | 7  | 14 | -7  |

| 13 de setembre 2005 |     |               |                          |
| AC Milan            | 3–1 | Fenerbahce    | San Siro                 |
| PSV Eindhoven       | 1–0 | FC Schalke 04 | Philips Stadion          |
| 28 de setembre 2005 |     |               |                          |
| FC Schalke 04       | 2–2 | AC Milan      | Veltins-Arena            |
| Fenerbahce          | 3–0 | PSV Eindhoven | Şükrü Saracoğlu Stadyumu |
| 19 d'octubre 2005   |     |               |                          |
| Fenerbahce          | 3–3 | FC Schalke 04 | Şükrü Saracoğlu Stadyumu |
| AC Milan            | 0–0 | PSV Eindhoven | San Siro                 |
| 1 de novembre 2005  |     |               |                          |
| FC Schalke 04       | 2–0 | Fenerbahce    | Veltins-Arena            |
| PSV Eindhoven       | 1–0 | AC Milan      | Philips Stadion          |
| 23 de novembre 2005 |     |               |                          |
| Fenerbahce          | 0–4 | AC Milan      | Şükrü Saracoğlu Stadyumu |
| FC Schalke 04       | 3–0 | PSV Eindhoven | Veltins-Arena            |
| 6 de desembre 2005  |     |               |                          |
| AC Milan            | 3–2 | FC Schalke 04 | San Siro                 |
| PSV Eindhoven       | 2–0 | Fenerbahce    | Philips Stadion          |

### Grup F
| Equip             | Pts | PJ | PG | PE | PP | GF | GC | Dif |
| ----------------- | --- | -- | -- | -- | -- | -- | -- | --- |
| 1. Olympique Lyon | 16  | 6  | 5  | 1  | 0  | 13 | 4  | +9  |
| 2. Reial Madrid   | 10  | 6  | 3  | 1  | 2  | 10 | 8  | +2  |
| 3. Rosenborg BK   | 4   | 6  | 1  | 1  | 4  | 6  | 11 | -5  |
| 4. Olympiakos FC  | 4   | 6  | 1  | 1  | 4  | 7  | 13 | -6  |

| 13 de setembre 2005 |     |                  |                             |
| Olympique de Lió    | 3–0 | Reial Madrid     | Stade de Gerland            |
| Olympiakos FC       | 1–3 | Rosenborg BK     | Estadi Geórgios Karaiskakis |
| 28 de setembre 2005 |     |                  |                             |
| Rosenborg BK        | 0–1 | Olympique de Lió | Lerkendal Stadion           |
| Reial Madrid        | 2–1 | Olympiakos FC    | Estadi Santiago Bernabéu    |
| 19 d'octubre 2005   |     |                  |                             |
| Reial Madrid        | 4–1 | Rosenborg BK     | Estadi Santiago Bernabéu    |
| Olympique de Lió    | 2–1 | Olympiakos FC    | Stade de Gerland            |
| 1 de novembre 2005  |     |                  |                             |
| Rosenborg BK        | 0–2 | Reial Madrid     | Lerkendal Stadion           |
| Olympiakos FC       | 1–4 | Olympique de Lió | Estadi Geórgios Karaiskakis |
| 23 de novembre 2005 |     |                  |                             |
| Reial Madrid        | 1–1 | Olympique de Lió | Estadi Santiago Bernabéu    |
| Rosenborg BK        | 1–1 | Olympiakos FC    | Lerkendal Stadion           |
| 6 de desembre 2005  |     |                  |                             |
| Olympique de Lió    | 2–1 | Rosenborg BK     | Stade de Gerland            |
| Olympiakos FC       | 2–1 | Reial Madrid     | Estadi Geórgios Karaiskakis |

### Grup G
| Equip             | Pts | PJ | PG | PE | PP | GF | GC | Dif |
| ----------------- | --- | -- | -- | -- | -- | -- | -- | --- |
| 1. Liverpool FC   | 12  | 6  | 3  | 3  | 0  | 6  | 1  | +5  |
| 2. Chelsea FC     | 11  | 6  | 3  | 2  | 1  | 7  | 1  | +6  |
| 3. Reial Betis    | 7   | 6  | 2  | 1  | 3  | 3  | 7  | -4  |
| 4. RSC Anderlecht | 3   | 6  | 1  | 0  | 5  | 1  | 8  | -7  |

| 13 de setembre 2005 |     |                |                              |
| Chelsea FC          | 1–0 | RSC Anderlecht | Stamford Bridge              |
| Reial Betis         | 1–2 | Liverpool FC   | Ruíz de Lopera               |
| 28 de setembre 2005 |     |                |                              |
| Liverpool FC        | 0–0 | Chelsea FC     | Anfield                      |
| RSC Anderlecht      | 0–1 | Reial Betis    | Estadi Constant Vanden Stock |
| 19 d'octubre 2005   |     |                |                              |
| RSC Anderlecht      | 0–1 | Liverpool FC   | Estadi Constant Vanden Stock |
| Chelsea FC          | 4–0 | Reial Betis    | Stamford Bridge              |
| 1 de novembre 2005  |     |                |                              |
| Liverpool FC        | 3–0 | RSC Anderlecht | Anfield                      |
| Reial Betis         | 1–0 | Chelsea FC     | Ruíz de Lopera               |
| 23 de novembre 2005 |     |                |                              |
| RSC Anderlecht      | 0–2 | Chelsea FC     | Estadi Constant Vanden Stock |
| Liverpool FC        | 0–0 | Reial Betis    | Anfield                      |
| 6 de desembre 2005  |     |                |                              |
| Chelsea FC          | 0–0 | Liverpool FC   | Stamford Bridge              |
| Reial Betis         | 0–1 | RSC Anderlecht | Ruíz de Lopera               |

### Grup H
| Equip                     | Pts | PJ | PG | PE | PP | GF | GC | Dif |
| ------------------------- | --- | -- | -- | -- | -- | -- | -- | --- |
| 1. Inter de Milà          | 13  | 6  | 4  | 1  | 1  | 9  | 4  | +5  |
| 2. Glasgow Rangers        | 7   | 6  | 1  | 4  | 1  | 7  | 7  | 0   |
| 3. FC Artmedia Bratislava | 6   | 6  | 1  | 3  | 2  | 5  | 9  | -4  |
| 4. FC Porto               | 5   | 6  | 1  | 2  | 3  | 8  | 9  | -1  |

| 13 de setembre, 2005 |     |               |                   |
| Rangers FC           | 3–2 | FC Porto      | Ibrox Stadium     |
| Artmedia             | 0–1 | Inter de Milà | Tehelné pole      |
| 28 de setembre, 2005 |     |               |                   |
| Inter de Milà        | 1–0 | Rangers FC    | San Siro          |
| FC Porto             | 2–3 | Artmedia      | Estádio do Dragão |
| 19 d'octubre, 2005   |     |               |                   |
| FC Porto             | 2–0 | Inter de Milà | Estádio do Dragão |
| Rangers FC           | 0–0 | Artmedia      | Ibrox Stadium     |
| 1 de novembre, 2005  |     |               |                   |
| Inter de Milà        | 2–1 | FC Porto      | San Siro          |
| Artmedia             | 2–2 | Rangers FC    | Tehelné pole      |
| 23 de novembre, 2005 |     |               |                   |
| FC Porto             | 1–1 | Rangers FC    | Estádio do Dragão |
| Inter de Milà        | 4–0 | Artmedia      | San Siro          |
| 6 de desembre, 2005  |     |               |                   |
| Rangers FC           | 1–1 | Inter de Milà | Ibrox Stadium     |
| Artmedia             | 0–0 | FC Porto      | Tehelné pole      |

## Vuitens de final
- Hi participen 16 equips, els primers i segons de cada grup de la ronda anterior.
- Els equips queden emparellats per sorteig, els primers de grup amb els segons, sempre que aquests no siguin del mateix país ni del mateix grup de la ronda anterior.

| Partit | Equip 1         | Resultat global | Equip 2          | Resultat anada | Resultat tornada |
| ------ | --------------- | --------------- | ---------------- | -------------- | ---------------- |
| 1      | PSV Eindhoven   | 0:5             | Olympique de Lió | 0:1            | 0:4              |
| 2      | Bayern de Múnic | 2:5             | AC Milan         | 1:1            | 1:4              |
| 3      | SL Benfica      | 3:0             | Liverpool FC     | 1:0            | 2:0              |
| 4      | Reial Madrid    | 0:1             | Arsenal FC       | 0:1            | 0:0              |
| 5      | Chelsea FC      | 2:3             | FC Barcelona     | 1:2            | 1:1              |
| 6      | Glasgow Rangers | 3:3             | Vila-real CF     | 2:2            | 1:1              |
| 7      | Werder Bremen   | 4:4             | Juventus FC      | 3:2            | 1:2              |
| 8      | Ajax Amsterdam  | 2:3             | Inter de Milà    | 2:2            | 0:1              |

### Anada
| Bayern de Múnic | 1 – 1   | AC Milan             |
| --------------- | ------- | -------------------- |
| Ballack 23'     | (Resum) | Xevtxenko 58' (pen.) |

| PSV Eindhoven | 0 – 1   | Olympique de Lió |
| ------------- | ------- | ---------------- |
|               | (Resum) | Juninho 65'      |

| Reial Madrid | 0 – 1   | Arsenal FC |
| ------------ | ------- | ---------- |
|              | (Resum) | Henry 47'  |

| SL Benfica | 1 – 0   | Liverpool FC |
| ---------- | ------- | ------------ |
| Luisao 84' | (Resum) |              |

| Rangers FC                        | 2 – 2   | Vila-real CF                    |
| --------------------------------- | ------- | ------------------------------- |
| Lovenkrands 22' · Pena 50' (p.p.) | (Resum) | Riquelme 8' (pen.) · Forlán 35' |

| Werder Bremen                            | 3 – 2   | Juventus FC                |
| ---------------------------------------- | ------- | -------------------------- |
| Schulz 39' · Borowski 87' · Micoud 90+2' | (Resum) | Nedved 73' · Trezeguet 82' |

| Chelsea FC       | 1 – 2   | FC Barcelona                 |
| ---------------- | ------- | ---------------------------- |
| Motta 59' (p.p.) | (Resum) | Terry 72' (p.p.) · Eto'o 80' |

| AFC Ajax                    | 2 – 2   | Inter de Milà            |
| --------------------------- | ------- | ------------------------ |
| Huntelaar 16' · Rosales 20' | (Resum) | Stanković 49' · Cruz 86' |

### Tornada
| Vila-real CF     | 1 – 1   | Rangers FC      |
| ---------------- | ------- | --------------- |
| Arruabarrena 49' | (Resum) | Lovenkrands 12' |

Rangers 3-3 Vila-real en l'agregat. Vila-real guanya pels gols en camp contrari.
| Juventus FC                 | 2 – 1   | Werder Bremen |
| --------------------------- | ------- | ------------- |
| Trezeguet 65' · Emerson 88' | (Resum) | Micoud 13'    |

Werder Bremen 4-4 Juventus en l'agregat. Juventus guanya pels gols en camp contrari.
| FC Barcelona   | 1 – 1   | Chelsea FC           |
| -------------- | ------- | -------------------- |
| Ronaldinho 78' | (Resum) | Lampard 90+2' (pen.) |

Barcelona guanya 3-2 en l'agregat.
| AC Milan                                  | 4 – 1   | Bayern de Múnic |
| ----------------------------------------- | ------- | --------------- |
| Inzaghi 8' 47' · Xevtxenko 25' · Kaká 59' | (Resum) | Ismael 35'      |

Milan guanya 5-2 en l'agregat.
| Olympique de Lió                         | 4 – 0   | PSV Eindhoven |
| ---------------------------------------- | ------- | ------------- |
| Tiago 26' 45+4' · Wiltord 71' · Fred 90' | (Resum) |               |

Lyon guanya 5-0 en l'agregat.
| Arsenal FC | 0 – 0   | Reial Madrid |
| ---------- | ------- | ------------ |
|            | (Resum) |              |

Arsenal guanya 1-0 en l'agregat.
| Liverpool FC | 0 – 2   | SL Benfica              |
| ------------ | ------- | ----------------------- |
|              | (Resum) | Simao 36' · Miccoli 89' |

Benfica guanya 3-0 en l'agregat.
| Inter de Milà | 1 – 0   | AFC Ajax |
| ------------- | ------- | -------- |
| Stanković 57' | (Resum) |          |

Internazionale guanya 3-2 en l'agregat.

## Quarts de final
Els equips guanyadors de la ronda anterior quedaren emparellats segons sorteig, aquest cop sense reestriccions.
| Partit | Equip 1               | Resultat global | Equip 2      | Resultat anada | Resultat tornada |
| ------ | --------------------- | --------------- | ------------ | -------------- | ---------------- |
| 1      | Arsenal Football Club | 2:0             | Juventus FC  | 2:0            | 0:0              |
| 2      | Olympique de Lyon     | 1:3             | AC Milan     | 0:0            | 1:3              |
| 3      | Inter de Milà         | 2:2             | Vila-real CF | 2:1            | 0:1              |
| 4      | SL Benfica            | 0:2             | FC Barcelona | 0:0            | 0:2              |

### Anada
| SL Benfica | 0 – 0   | FC Barcelona |
| ---------- | ------- | ------------ |
|            | (Resum) |              |

| Arsenal FC               | 2 – 0   | Juventus FC |
| ------------------------ | ------- | ----------- |
| Fabregas 40' · Henry 69' | (Resum) |             |

| Olympique de Lió | 0 – 0   | AC Milan |
| ---------------- | ------- | -------- |
|                  | (Resum) |          |

| Inter de Milà            | 2 – 1   | Vila-real CF |
| ------------------------ | ------- | ------------ |
| Adriano 7' · Martins 54' | (Resum) | Forlan 1'    |

### Tornada
| Vila-real CF     | 1 – 0   | Inter de Milà |
| ---------------- | ------- | ------------- |
| Arruabarrena 58' | (Resum) |               |

Internazionale 2-2 Vila-real en l'agregat. Vila-real guanya pels gols en camp contrari.
| AC Milan                          | 3 – 1   | Olympique de Lió |
| --------------------------------- | ------- | ---------------- |
| Inzaghi 25' 88' · Xevtxenko 90+3' | (Resum) | Diarra 31'       |

Milan guanya 3-1 en l'agregat.
| FC Barcelona               | 2 – 0   | SL Benfica |
| -------------------------- | ------- | ---------- |
| Ronaldinho 19' · Eto'o 89' | (Resum) |            |

Barcelona guanya 2-0 en l'agregat.
| Juventus FC | 0 – 0   | Arsenal FC |
| ----------- | ------- | ---------- |
|             | (Resum) |            |

Arsenal guanya 2-0 en l'agregat.

## Semifinals
| Partit | Equip 1    | Resultat global | Equip 2      | Resultat anada | Resultat tornada |
| ------ | ---------- | --------------- | ------------ | -------------- | ---------------- |
| 1      | Arsenal FC | 1:0             | Vila-real CF | 1:0            | 0:0              |
| 2      | AC Milan   | 0:1             | FC Barcelona | 0:1            | 0:0              |

### Anada
| AC Milan | 0 – 1   | FC Barcelona |
| -------- | ------- | ------------ |
|          | (Resum) | Giuly 57'    |

| Arsenal FC | 1 – 0   | Vila-real CF |
| ---------- | ------- | ------------ |
| Toure 41'  | (Resum) |              |

### Tornada
| Vila-real CF | 0 – 0   | Arsenal FC |
| ------------ | ------- | ---------- |
|              | (Resum) |            |

Arsenal guanya 1-0 en l'agregat.
| FC Barcelona | 0 – 0   | AC Milan |
| ------------ | ------- | -------- |
|              | (Resum) |          |

Barcelona guanya 1-0 en l'agregat.

## Final
| Partit | Equip 1      | Resultat | Equip 2    |
| ------ | ------------ | -------- | ---------- |
| Final  | FC Barcelona | 2:1      | Arsenal FC |

| FC Barcelona             | 2 – 1 | Arsenal FC   |
| ------------------------ | ----- | ------------ |
| Eto'o 76' · Belletti 81' |       | Campbell 37' |

## Quadre
|  | Vuitens de final        | Vuitens de final        | Vuitens de final        |            |                  | Quarts de final        | Quarts de final        | Quarts de final        |  |            | Semifinals                | Semifinals                | Semifinals                |  |            | Final              | Final              |  |
|  | 21/22 febrer - 7/8 març | 21/22 febrer - 7/8 març | 21/22 febrer - 7/8 març |            |                  | 28/29 març - 4/5 abril | 28/29 març - 4/5 abril | 28/29 març - 4/5 abril |  |            | 18/19 abril - 25/26 abril | 18/19 abril - 25/26 abril | 18/19 abril - 25/26 abril |  |            | 17 de maig (París) | 17 de maig (París) |  |
|  |                         |                         |                         |            |                  |                        |                        |                        |  |            |                           |                           |                           |  |            |                    |                    |  |
|  | Reial Madrid            | 0                       | 0                       |            |                  |                        |                        |                        |  |            |                           |                           |                           |  |            |                    |                    |  |
|  | Arsenal FC              | 1                       | 0                       |            |                  |                        |                        |                        |  |            |                           |                           |                           |  |            |                    |                    |  |
|  | Arsenal FC              | 1                       | 0                       |            | Arsenal FC       | 2                      | 0                      |                        |  |            |                           |                           |                           |  |            |                    |                    |  |
|  |                         |                         |                         |            | Arsenal FC       | 2                      | 0                      |                        |  |            |                           |                           |                           |  |            |                    |                    |  |
|  |                         | Juventus FC             | 0                       | 0          |                  |                        |                        |                        |  |            |                           |                           |                           |  |            |                    |                    |  |
|  | Werder Bremen           | Juventus FC             | 0                       | 0          | 3                | 1                      |                        |                        |  |            |                           |                           |                           |  |            |                    |                    |  |
|  | Werder Bremen           |                         |                         |            | 3                | 1                      |                        |                        |  |            |                           |                           |                           |  |            |                    |                    |  |
|  | Juventus FC (c)         | 2                       | 2                       |            |                  |                        |                        |                        |  |            |                           |                           |                           |  |            |                    |                    |  |
|  | Juventus FC (c)         | 2                       | 2                       |            |                  |                        |                        |                        |  | Arsenal FC | 1                         | 0                         |                           |  |            |                    |                    |  |
|  |                         |                         |                         |            |                  |                        |                        |                        |  |            | 1                         | 0                         |                           |  |            |                    |                    |  |
|  | Vila-real CF            | 0                       | 0                       |            |                  |                        |                        |                        |  |            |                           |                           |                           |  |            |                    |                    |  |
|  | Vila-real CF            | 0                       | 0                       | AFC Ajax   | 2                | 0                      |                        |                        |  |            |                           |                           |                           |  |            |                    |                    |  |
|  |                         |                         |                         | AFC Ajax   | 2                | 0                      |                        |                        |  |            |                           |                           |                           |  |            |                    |                    |  |
|  | Inter de Milà           | 2                       | 1                       |            |                  |                        |                        |                        |  |            |                           |                           |                           |  |            |                    |                    |  |
|  | Inter de Milà           | 2                       | 1                       |            | Inter de Milà    | 2                      | 0                      |                        |  |            |                           |                           |                           |  |            |                    |                    |  |
|  |                         |                         |                         |            | Inter de Milà    | 2                      | 0                      |                        |  |            |                           |                           |                           |  |            |                    |                    |  |
|  |                         | Vila-real CF (c)        | 1                       | 1          |                  |                        |                        |                        |  |            |                           |                           |                           |  |            |                    |                    |  |
|  | Rangers FC              | Vila-real CF (c)        | 1                       | 1          | 2                | 1                      |                        |                        |  |            |                           |                           |                           |  |            |                    |                    |  |
|  | Rangers FC              |                         |                         |            | 2                | 1                      |                        |                        |  |            |                           |                           |                           |  |            |                    |                    |  |
|  | Vila-real CF (c)        | 2                       | 1                       |            |                  |                        |                        |                        |  |            |                           |                           |                           |  |            |                    |                    |  |
|  | Vila-real CF (c)        | 2                       | 1                       |            |                  |                        |                        |                        |  |            |                           |                           |                           |  | Arsenal FC | 1                  |                    |  |
|  |                         |                         |                         |            |                  |                        |                        |                        |  |            |                           |                           |                           |  |            | 1                  |                    |  |
|  | FC Barcelona            | 2                       |                         |            |                  |                        |                        |                        |  |            |                           |                           |                           |  |            |                    |                    |  |
|  | FC Barcelona            | 2                       | PSV Eindhoven           | 0          | 0                |                        |                        |                        |  |            |                           |                           |                           |  |            |                    |                    |  |
|  |                         |                         | PSV Eindhoven           | 0          | 0                |                        |                        |                        |  |            |                           |                           |                           |  |            |                    |                    |  |
|  | Olympique de Lió        | 1                       | 4                       |            |                  |                        |                        |                        |  |            |                           |                           |                           |  |            |                    |                    |  |
|  | Olympique de Lió        | 1                       | 4                       |            | Olympique de Lió | 0                      | 1                      |                        |  |            |                           |                           |                           |  |            |                    |                    |  |
|  |                         |                         |                         |            | Olympique de Lió | 0                      | 1                      |                        |  |            |                           |                           |                           |  |            |                    |                    |  |
|  |                         | AC Milan                | 0                       | 3          |                  |                        |                        |                        |  |            |                           |                           |                           |  |            |                    |                    |  |
|  | Bayern de Múnic         | AC Milan                | 0                       | 3          | 1                | 1                      |                        |                        |  |            |                           |                           |                           |  |            |                    |                    |  |
|  | Bayern de Múnic         |                         |                         |            | 1                | 1                      |                        |                        |  |            |                           |                           |                           |  |            |                    |                    |  |
|  | AC Milan                | 1                       | 4                       |            |                  |                        |                        |                        |  |            |                           |                           |                           |  |            |                    |                    |  |
|  | AC Milan                | 1                       | 4                       |            |                  |                        |                        |                        |  | AC Milan   | 0                         | 0                         |                           |  |            |                    |                    |  |
|  |                         |                         |                         |            |                  |                        |                        |                        |  |            | 0                         | 0                         |                           |  |            |                    |                    |  |
|  | FC Barcelona            | 1                       | 0                       |            |                  |                        |                        |                        |  |            |                           |                           |                           |  |            |                    |                    |  |
|  | FC Barcelona            | 1                       | 0                       | SL Benfica | 1                | 2                      |                        |                        |  |            |                           |                           |                           |  |            |                    |                    |  |
|  |                         |                         |                         | SL Benfica | 1                | 2                      |                        |                        |  |            |                           |                           |                           |  |            |                    |                    |  |
|  | Liverpool FC            | 0                       | 0                       |            |                  |                        |                        |                        |  |            |                           |                           |                           |  |            |                    |                    |  |
|  | Liverpool FC            | 0                       | 0                       |            | SL Benfica       | 0                      | 0                      |                        |  |            |                           |                           |                           |  |            |                    |                    |  |
|  |                         |                         |                         |            | SL Benfica       | 0                      | 0                      |                        |  |            |                           |                           |                           |  |            |                    |                    |  |
|  |                         | FC Barcelona            | 0                       | 2          |                  |                        |                        |                        |  |            |                           |                           |                           |  |            |                    |                    |  |
|  | Chelsea FC              | FC Barcelona            | 0                       | 2          | 1                | 1                      |                        |                        |  |            |                           |                           |                           |  |            |                    |                    |  |
|  | Chelsea FC              |                         |                         |            | 1                | 1                      |                        |                        |  |            |                           |                           |                           |  |            |                    |                    |  |
|  | FC Barcelona            | 2                       | 1                       |            |                  |                        |                        |                        |  |            |                           |                           |                           |  |            |                    |                    |  |

| Guanyador de la Lliga de Campions 2005-2006 |
| ------------------------------------------- |
| FC Barcelona Segon títol                    |

## Golejadors
| Jugador               | Equip            | Gols |
| --------------------- | ---------------- | ---- |
| Andrí Xevtxenko       | AC Milan         | 9    |
| Ronaldinho            | FC Barcelona     | 7    |
| Samuel Eto'o          | FC Barcelona     | 6    |
| David Trézéguet       | Juventus FC      | 6    |
| Adriano Leite Ribeiro | Inter de Milà    | 5    |
| Thierry Henry         | Arsenal FC       | 5    |
| Kaká                  | AC Milan         | 5    |
| Johan Micoud          | Werder Bremen    | 5    |
| John Carew            | Olympique de Lió | 4    |
| Julio Cruz            | Inter de Milà    | 4    |
| Vincenzo Iaquinta     | Udinese Calcio   | 4    |
| Filippo Inzaghi       | AC Milan         | 4    |
| Juninho Pernambucano  | Olympique de Lió | 4    |
| Peter Løvenkrands     | Glasgow Rangers  | 4    |

La UEFA només considera els gols marcats a partir de la primera fase de grups, i no els de les fases classificatòries.